# 奥山清行
奥山 清行（おくやま きよゆき、1959年 - ）は、日本の工業デザイナー、カーデザイナー。日本国外では Ken Okuyama（ケン・オクヤマ）の活動名義で知られる。
イタリアピニンファリーナ社デザインディレクター（Creative Director）を経て2006年9月に独立。KEN OKUYAMA DESIGNのCEO。山形県山形市出身。

## 人物
ゼネラルモーターズのチーフデザイナー、ポルシェのシニアデザイナーを務めた後、1995年にイタリアのデザイン会社ピニンファリーナにいちデザイナーとして入社。1998年に日本人初の同社チーフデザイナーに就任し、フェラーリ・エンツォフェラーリ、マセラティ・クアトロポルテなどのカーデザインを担当した。特にエンツォフェラーリのデザインに関しては「イタリア人以外で初めてフェラーリをデザインした男」として話題となった。2004年に同社のデザインディレクターに就任した後、「やりたいことを全てやったから」との理由で2006年にピニンファリーナを退社した。
退社後に設立したKEN OKUYAMA DESIGNのCEOを務め、山形に工場と店舗、東京の青山に店舗、ロサンゼルスに事務所を構え、自動車、鉄道車両、農業機械、家具、ロボット、化粧品、眼鏡、腕時計、テーマパーク、鉄道駅内装などのデザインを手掛ける。
2008年から川崎重工業のデザインチームと組み、新幹線や地下鉄、海外向けLRTのデザイン監修を行っている。また「地元の伝統技術を活かして付加価値の高い商品を開発し海外に展開する」という概念のもと、自身の出生地である山形での活動に力を入れており、自ら立ち上げた「山形工房」ブランドを中心に家具（天童木工）や照明、急須等のデザインも手掛けている。
このほか、Kode7やKode9、kode57、kode0、ワンオフカーなどのKEN OKUYAMA DESIGN独自のスポーツカーを開発・製造・販売している。

## 来歴
- 1959年（昭和34年）：山形県山形市にて出生。
- 1966年（昭和41年）4月：山形大学教育学部附属小学校（現・山形大学附属小学校）入学。
- 1972年（昭和47年）
  - 3月：小学校卒業。
  - 4月：山形大学教育学部附属中学校（現・山形大学附属中学校）入学。
- 1975年（昭和50年）
  - 3月：中学校卒業。
  - 4月：山形県立山形東高等学校入学[9]。
- 1978年（昭和53年）
  - 3月：高等学校卒業。
  - 4月：武蔵野美術大学造形学部視覚伝達デザイン学科入学[9]。
- 1983年（昭和58年）3月：大学卒業。
- 1985年（昭和60年）：アメリカ合衆国に渡り、アートセンター・カレッジ・オブ・デザイン卒業。
- 1986年（昭和61年）：ミケロッティ・ジャパンが主催した、第3回ミケロッティ・デザイン コンペティションでグランプリ該当なしの優秀賞を受賞。
- 1995年（平成7年）：ピニンファリーナに入社[4]。
- 1998年（平成10年）：ピニンファリーナのチーフデザイナーに就任[4]。
- 2000年（平成12年）：アートセンター・カレッジ・オブ・デザインのトランスポーテーション・デザイン学部長に就任[10]。
- 2004年（平成16年） :ピニンファリーナのデザインディレクター (Creative Director) に就任[4]。
- 2006年（平成18年）8月：ピニンファリーナを退社。トリノ・ロサンゼルス・東京・山形に個人事務所を開設。
- 2007年（平成19年）：岩手県のMODIと組みKEN OKUYAMA CARSを設立。
- 2008年（平成20年）：公道を走ることができるレーシングカースタイルの車をジュネーブのモーターショーに出展。
- 2013年（平成25年）
  - 4月1日：同日付に発足するヤンマーの持株会社「ヤンマーホールディングス」の取締役に就任[11]。
  - 7月25日：農業用トラクターのコンセプトモデル「YT01」を大阪のヤンマー本社の公式発表会に出展[12][13]。
  - 11月：KEN OKUYAMA DESIGN名義で、東京モーターショー2013に、Kode7、Kode7 Clubman、Kode9、ヤンマー・YT01を出展[14][15]。
- 2015年（平成27年）10月：東京モータショー2015に、Kode7 SeriesII、Kode9 、Kode9 Spyderプロトタイプ、ヤンマー・YT5113、YK650MRを出展した[16]
- 2016年（平成28年）
  - 1月：有田焼創業400年事業「ARITA 400project」をプロデュースし、パリで開催されたインテリアの見本市「メゾン・エ・オブジェ」に出展[17]。
  - 8月：アメリカ・カリフォルニア州で開催されたザ・クエイル・モータースポーツ・ギャザリングで、フェラーリ・599GTBフィオラノをベース車両としV12エンジンを搭載するKode57を初公開[18]。
  - 10月：デザインを手掛けた「ヤンマートラクター YT3シリーズ」が、グッドデザイン賞金賞を受賞。
- 2017年（平成29年）8月：アメリカ・カリフォルニア州で開催されたザ・クエイル・モータースポーツ・ギャザリングで、ランボルギーニ・アヴェンタドールをベース車両としV12エンジンを搭載するKode0を初公開。
- 2019年（令和元年）
  - 7月：大阪市高速電気軌道 (Osaka Metro) のチーフデザインオフィサー (CDO) に就任。
  - 12月：「機動戦士ガンダム40周年プロジェクト」の一環として、奥山がデザインしたガンプラ「HG 1/144 ガンダム G40（Industrial Design Ver.）」が発売される[19]。
- 2021年（令和3年）
  - 12月：地元の山形県を拠点とするプロサッカークラブ・モンテディオ山形の新エンブレムとロゴのデザインを担当[20][21][22]。
- 2023年（令和5年）2月：後述する不祥事により、9日付けでヤンマーホールディングス取締役を[23]、10日付けでOsaka Metroのチーフデザインオフィサーを辞任[24]。

## 不祥事
2022年10月1日、山形市内の西蔵王高原ラインにおいて、自身がデザインしたエンツォ・フェラーリで法定速度を88 km/h超過した128 km/hで走行したとして山形県警察に摘発され、同年12月に山形地方検察庁に道路交通法違反の罪で在宅起訴された。奥山によると、上り坂を制限速度で走行したことでエンジンに負荷がかかり、ラジエーターの水温が異常値まで上昇したため、風を当ててエンジンを冷やすために下り坂でアクセルを踏み込んだという。
2023年2月10日、山形地方裁判所は奥山に懲役4か月、執行猶予2年の有罪判決を言い渡した。判決を受けて、奥山はヤンマーホールディングス取締役とOsaka Metroのチーフデザインオフィサーを辞任した。

## 代表作

### 自動車
- フェラーリ・エンツォフェラーリ
- フェラーリ・599GTBフィオラノ（ディレクターとして）
- フェラーリ・612スカリエッティ
- フェラーリ・カリフォルニア[28]
- P4/5ピニンファリーナ（フェラーリの作品ではない/ディレクターとして[29][30]）
- フェラーリ・ロッサ（フェラーリの作品ではない/The Best Concept Car of The Year award in 2000[31]）
- マセラティ・クアトロポルテ
- マセラティ・バードケージ 75th（ディレクターとして）
- シボレー・カマロ（4代目）
- KEN OKUYAMA DESIGN・Kode7
- KEN OKUYAMA DESIGN・Kode7 clubman
- KEN OKUYAMA DESIGN・Kode7 SeriesII
- KEN OKUYAMA DESIGN・Kode8
- KEN OKUYAMA DESIGN・Kode9
- KEN OKUYAMA DESIGN・Kode9 Spyder
- KEN OKUYAMA DESIGN・Kode57
- KEN OKUYAMA DESIGN・Kode0

その他多数
- フェラーリ・エンツォフェラーリ
- フェラーリ・612スカリエッティ
- 5代目マセラティ・クアトロポルテ（マイナーチェンジ前）
- シボレー・カマロ（4代目）
- KEN OKUYAMA DESIGN・Kode7
- KEN OKUYAMA DESIGN・Kode7 clubman
- KEN OKUYAMA DESIGN・Kode9
- KEN OKUYAMA DESIGN・Kode57

### 鉄道車両
- 新幹線E6系電車
- 新幹線E7系・W7系電車[32]
- 新幹線E3系電車（山形新幹線用車両の新エクステリアデザイン）
- 新幹線E8系電車（川崎重工デザインで、監修担当）
- JR東日本観光列車「とれいゆ」
- JR東日本E235系電車[33]
- JR東日本E353系電車[34]
- JR東日本E261系電車
- JR東日本キハ110系気動車「Tohoku Emotion」
- SL銀河
- JR東日本HB-E300系気動車(2代目「リゾートしらかみ橅」）[35]
- TRAIN SUITE 四季島[36]
- 東京メトロ16000系電車
- 東武500系電車[37]
- 神戸新交通3000形電車（）
- efSET（川崎重工業の国外向け高速車両）
- 長崎ロープウェイ
- 神戸市交通局6000形電車
- ニューヨーク都市圏交通公社M9形電車
- Osaka Metro400系電車

- 新幹線E6系電車
- 新幹線E7系・W7系電車
- 山形新幹線用の新塗装
- とれいゆ
- JR東日本E235系電車
- JR東日本E353系電車
- 四季島
- 東京メトロ16000系電車
- 東武500系電車「リバティ」
- 長崎ロープウェイ

### 農業機械
- ヤンマー・YT01（コンセプトトラクター、先述参照）
- ヤンマー・YT2/YT3/YT4/YT5シリーズ（市販型トラクター）
- ヤンマー・YH4/YH5シリーズ（市販型コンバイン）
- ヤンマー・YA4J/YR5J/YR6J/YR5D/YR6D/YR7D/YR8Dシリーズ（市販型乗用田植機）
- ヤンマー・YK-MRシリーズ（市販型小型耕運機）

- ヤンマー・YT5113A（画像手前）

### 家具
- KEN OKUYAMA　×　Domicil [ドミシール]：ソファ 「DM-KOD9013」
- KEN OKUYAMA　×　erba [エルバ]：ソファ「Truss トラス」
- 天童木工：コートハンガー「Albero(アルベロ)」
- 天童木工：チェア「Orizuru(オリヅル)」
- 飛騨産業：「BUNAシリーズ」
- イナバインターナショナル：オフィスチェア「Xair(エクセア)」
- 山形緞通：じゅうたん「デザイナーライン」

### その他
- ZMP nuvo :　世界初の二足歩行ロボット
- BANDAI SPIRITS：ガンプラ「HG ガンダムG40（Industrial Design Ver.）」
- 京セラインダストリアルツールズ（旧：リョービ）：電動工具「XRシリーズ」[38][39]
- 神戸大学多機能練習船：海神丸コンセプトデザイン[40]
- テレビアニメ 境界戦機：メカニックデザインスーパーバイザー[41]
- モンテディオ山形：エンブレムおよびロゴのデザイン（2021年12月）
- 神奈川中央交通の路線バスの塗装（2024年2月からの路線バス車両更新に伴う塗装変更）[42]

- 神奈川中央交通新カラーデザインバス

## 着任歴
- アメリカ合衆国アートセンター・カレッジ・オブ・デザイン学部長・同校客員教授
- 中華人民共和国中国中央美術学院客員教授、多摩美術大学客員教授
- 山形大学工学部客員教授、金沢美術工芸大学客員教授
- 名古屋芸術大学特別客員教授（2007・2009年度）
- 東北芸術工科大学大学院客員教授
- イタリアピニンファリーナ社顧問（現在退任）
- 山形カロッツェリア研究会代表
- グッドデザイン賞選考副委員長
- ニュートンデザイン代表
- ヤンマーホールディングス社外取締役（2013年4月1日 - 2023年2月9日[23]）
- 大阪市高速電気軌道 (Osaka Metro) グループチーフデザインオフィサー (CDO) [43]（2019年7月 - 2023年[24]）

## 書籍

### 著書
- 『フェラーリと鉄瓶 一本の線から生まれる「価値あるものづくり」』（2007年3月28日、PHP研究所）ISBN 9784569656434
  - 『フェラーリと鉄瓶 一本の線から生まれる「価値あるものづくり」』（2010年7月2日、PHP研究所 PHP文庫）ISBN 9784569674131
- 『伝統の逆襲 日本の技が世界ブランドになる日』（2007年8月5日、祥伝社）ISBN 9784396612900
- 『人生を決めた15分 創造の1/10000』（2008年5月23日、ランダムハウス講談社）ISBN 9784270003466
- 『ムーンショット デザイン幸福論』（2010年12月22日、武田ランダムハウスジャパン）ISBN 9784270006214 [44]
- 『100年の価値をデザインする 「本物のクリエイティブ力」をどう磨くか』（2013年8月19日、PHP研究所 PHPビジネス新書）ISBN 9784569809526
- 『ビジネスの武器としての「デザイン」』（2019年11月1日、祥伝社）ISBN 9784396617066

### 関連書籍
- 『奥山清行 デザイン全史』（著者:田中誠司）（2024年6月27日、新潮社）ISBN 9784103557210

## 出演
- 『遠くにありて にっぽん人 21世紀 夢の車を作りたい～イタリア・奥山清行』（NHK衛星デジタルハイビジョン、2005年3月13日放送）[45]
- 『ハイビジョン特集 デザインルームの6ヶ月 イタリア・スーパーカー誕生』（NHKデジタル衛星ハイビジョン、2005年6月7日放送）[46]
- 『プロフェッショナル 仕事の流儀 第19回 新しいものは「衝突」から生まれる』（NHK総合テレビジョン、2006年7月6日放送）[47]
  - 『プロフェッショナル 仕事の流儀 トークスペシャル 羽生善治・スガシカオ・奥山清行』（NHK総合テレビジョン、2006年11月23日放送）[48]
- 『課外授業 ようこそ先輩 デザインは大切な人の為』（NHK総合テレビジョン、2006年10月21日放送）[49]
- 『日経スペシャル カンブリア宮殿 フェラーリをデザインした男が語る「日本のモノづくり」』（テレビ東京、2008年6月23日放送）- Ken Okuyama Design代表として出演[50]。
- 『たけしアート☆ビート 第15回 世界を舞台に活躍するカーデザイナー奥山清行』（NHK BSプレミアム、2011年9月7日放送）[51]
- 『らいじんぐ産 〜追跡!にっぽん産業史〜 第17回 新幹線～平成編～ 世界を疾走する日本技術の結晶』（NHK BSプレミアム、2011年9月30日放送）[52] - ゲスト出演
- 『カエル男たちの夜～デザインのチカラ～』（TBS、2013年12月26日放送）[53]
- 『KODE 57 - Jay Leno's Garage』（YouTubeチャンネル Jay Leno's Garage、2017年9月24日配信）
- 『KODE 0 - Jay Leno's Garage』（YouTubeチャンネル Jay Leno's Garage、2017年11月13日配信[54]）